# Mogens Pihl
Mogens Pihl (* 22. April 1907 in Frederiksberg; † 17. März 1986 in Kopenhagen) war ein dänischer Physiker.
Er studierte 1927–1929 an der Universität Göttingen bei Robert Wichard Pohl und Max Born und erwarb 1931 seinen Magister. 1935 erhielt er die Goldmedaille der Universität Kopenhagen. 1939 erlangte er mit der Dissertation „Der Physiker L.V. Lorenz: eine kritische Untersuchung“ seinen Dr. phil. Bis 1957 arbeitete er hauptsächlich als Hochschullehrer. 1951–1952 war er als Mathematikprofessor in Monrovia, Liberia, wo er half, eine wissenschaftliche Fakultät aufzubauen. Ferner hatte er Lehrverträge mit der Danish Naval Academy und der Royal Danish School of Educational Studies. 1957–1977 war er Physikprofessor an der Universität Kopenhagen.

## Werke
- Betydningsfulde danske Bidrag til den klassiske fysik; København, 1972
- Det matematisk-naturvidenskabelige Fakultet, In Københavns Universitet: 1479–1979, Teil 12
- Naturwissenschaft und Humanismus in der Auseinandersetzung unserer Zeit; 1961

Mit anderen:
- De europæiske ideers historie
- A history of European ideas
- Early physics and astronomy: a historical introduction

| Personendaten    | Personendaten      |
| ---------------- | ------------------ |
| NAME             | Pihl, Mogens       |
| KURZBESCHREIBUNG | dänischer Physiker |
| GEBURTSDATUM     | 22. April 1907     |
| GEBURTSORT       | Frederiksberg      |
| STERBEDATUM      | 17. März 1986      |
| STERBEORT        | Kopenhagen         |